# Jussy-Champagne
Jussy-Champagne is een gemeente in het Franse departement Cher (regio Centre-Val de Loire) en telt 236 inwoners (2004). De plaats maakt deel uit van het arrondissement Bourges.

## Geografie
De oppervlakte van Jussy-Champagne bedraagt 28,3 km², de bevolkingsdichtheid is 8,3 inwoners per km².
De onderstaande kaart toont de ligging van Jussy-Champagne met de belangrijkste infrastructuur en aangrenzende gemeenten.

## Demografie
Onderstaande figuur toont het verloop van het inwonertal (bron: INSEE-tellingen).